# Armando Dugand
Armando Dugand (23 juillet 1906, Barranquilla - 5 décembre 1971) est un botaniste, géobotaniste et ornithologue colombien.

## Biographie
Son père est un banquier français à succès Francisco Víctor et sa mère Guajira Reyes Gnecco Coronado. Issu d'une famille aisée, ils fait leurs études en France et aux États-Unis (Albany Business College).
Il s'est marié en 1927 avec Sarita Roncallo.
Il travaille et enseigne à l'Institut des sciences naturelles de l'université nationale de Colombie.
Il a une gestion encyclopédique de la taxonomie animale et végétale et établit des liens scientifiques dans le monde entier. Il est chercheur à l'université Harvard, attaché à l'« Arnold Arboretum » et au « Gray Herbarium », à Cambridge Massachusetts en 1942, membre de la Fondation John-Simon-Guggenheim à New York entre 1965 et 1967, ainsi qu'un membre d'Académies internationales telles que « American Society of Plant Taxonomists »; et l'« International Association for Plant Taxonomists » depuis 1947.
Il fait partie aussi de  « Asociation for Tropicale Biology » et de l'« Organization for Flore Neotrópica » depuis 1962 et à la « American Ornithologists Union » depuis 1952.
Il est membre correspondant de l'« Académie royale des sciences mathématiques et physiques naturelles d'Espagne » depuis 1957 et de son homologue au Venezuela depuis 1947, ainsi que de la « Société vénézuélienne des sciences naturelles ».
Il établit des contacts avec des collègues botanistes au Mexique, en Argentine avec Teodoro Meyer de la Section Phanérogamique Systématique de San Miguel de Tucumán ; avec Julio López Guillén de l'Université nationale San Marcos du Pérou qui lui fait part de son exaltation à la galerie des botanistes qui ont contribué à la connaissance de la flore du pays Inca.
En Colombie il est depuis 1941, membre de la « Académie Colombienne de Sciences Exactes, Physiques et Naturels » et depuis 1942 à la Société géographique de la Colombie.
Dans le «Institut de Sciences Naturelles de l'Université Nationale» est directeur titulaire de 1940 à 1953, période en qu'il est aussi professeur du premier centre d'éducation supérieure où fonde en 1945 le Cours de Botanique Systématique, «peut-être l'unique qu'il a fonctionné en Colombie».

## Œuvres
- Livre posthume d'Armando Dugand Éléments pour un cours de Géobotanique, 1962-1968

- 1955. Nouvelles notions sur le genre Ficus en Colombie: VII. 245 pp.

- 1948. Oiseaux de la rive colombienne de la rivière Noire (frontière de la Colombie et le Venezuela). Avec William Henry Phelps. Éditorial "Le Graphique", 245 pp.

- 1946. Le statuts géographique des oiseaux de Maipures( Colombie ). Avec William H. Phelps. Éditeur Imprimé en Colombie, 276 pp.

- 1940. Palmas de Colombia : Clé diagnostique des genres et liste des espèces connues. Éditeur Institut de Sciences Naturelles de l'Université Nationale de Columbia, 84 pp.

- 1933. Notes sur l'histoire naturelle du département de l'Atlantique. Avec M. Miguel Arango. 32 pp.